# Tor kolarski w Charkowie
Tor kolarski „Dynamo” (ukr. Велотрек «Динамо») w Charkowie – niezadaszony, betonowy tor o dł. 333 m na terenie parku sportowego "Dynamo" oddany do użytku w 1958 r.